# Hypatopa conia
Hypatopa conia é uma espécie de mariposa do gênero Hypatopa pertencente à família Coleophoridae.